# Liste des commanderies templières en Île-de-France
| Cette liste recense les commanderies et maisons de l'Ordre du Temple qui ont existé en Île-de-France. La notion de province de France, province administrative au sein de l'ordre du Temple, allait bien au-delà des limites géographiques actuelles de l'Île-de-France, mais pour permettre une localisation géographique plus aisée, cet article se limite à recenser les commanderies et possessions templières de la région actuelle. |

## Faits marquants et Histoire
| Localisation des commanderies principales (Liens vers les articles correspondants) |
| --- |
| \| Bourgogne Centre Ch. Ard. Normandie Picardie Auvernaux Balizy Beauvais Bernes Bibartaut Chalou-la-Reine Chevru Choisy Corbeil Coulommiers Dormelles Étampes Fourche Val-de-Provins la Villedieu Temple Messelan Prunay Puiseux St-Mart. Saussay Savigny Soisy \| |
| Bourgogne Centre Ch. Ard. Normandie Picardie Auvernaux Balizy Beauvais Bernes Bibartaut Chalou-la-Reine Chevru Choisy Corbeil Coulommiers Dormelles Étampes Fourche Val-de-Provins la Villedieu Temple Messelan Prunay Puiseux St-Mart. Saussay Savigny Soisy       |

Le chef-lieu de la province de France et la plus grande commanderie templière de France, était situé à Paris. Désigné par le terme Maison du Temple, il était aussi parfois nommé enclos du Temple ou enclos des Templiers. Cette commanderie fut construite sur un vaste terrain donné à l'ordre du Temple vers 1170, situé dans le nord du Marais, au sein de l'actuel 3e arrondissement de Paris, et se développa au point de devenir une véritable forteresse. Elle finit par être totalement détruite en 1808 par Napoléon Bonaparte, qui fit démolir le seul vestige de la commanderie templière, la tour du Temple alors utilisée comme prison.

### Commanderies et possessions par départements

#### Possessions dans l'Essonne
: Édifice classé au titre des Monuments historiques.
| Commanderie ou Maison du Temple          | Ville actuelle (ou à proximité)           | Observations | Protection |
| ---------------------------------------- | ----------------------------------------- | --- | --- |
| Commanderie d'Auverneaux                 | Auvernaux                                 | La Seigneurie d’Auvernaux a appartenu aux Templiers de 1150 à 1312 Preceptorem d'Auvergniaus ; terra d'Auvergnaz (1295), | |
| Commanderie de Balizy                    | Longjumeau                                | Fondée en 1288 | Classé MH ( 1976)                                                                                             |
| Maison du Temple du Boullay (seigneurie) | Boullay-les-Troux                         | Dépendance de la Commanderie de la Villedieu-lès-Maurepas (Yvelines) villa suam que vocatur Booleium (1190) ; in territorio qui dicitur le Boueloy (1291), | |
| Commanderie de Chalou-la-Reine           | Chalou-Moulineux                          | Domus Templi de Chaloto Regine, de Chalou Regine Fondée en 1174 | |
| Maison du Temple de Corbeil              | Corbeil-Essonnes                          | [Ne pas confondre avec le prieuré hospitalier de Saint-Jean en l'Île-lez-Corbeil] Johanne de Corbolio preceptore tunc Corbolii (procès), | |
| Maison du Temple d'Étampes               | Étampes                                   | Domus Templi de Stampis dépendance de la Commanderie de Chalou-la-Reine [Ne pas confondre avec la baillie de L'Etampois] | Notice no IA00126491, sur la plateforme ouverte du patrimoine, base Mérimée, ministère français de la Culture |
| Maison du Temple de Fromont              | Ris-Orangis                               | Fortem montem (1173) ; Fratribus militie Templi de Forti monte (1250) | |
| Moulineux (fief)                         | Chalou-Moulineux                          | [ 8 ] | |
| Nozay (domaine)                          | Nozay                                     | Nogaretum (1246) | |
| Orangis (domaine)                        | Ris-Orangis                               | domum de Orengiaco (1194), Domus de Orengi (procès) | |
| Ormoy (fief)                             | Tigery                                    | Anciennement Ormoy-en-Brie. Fief dépendant de la seigneurie de Santeny dans le Val-de-Marne acquis en 1290, | |
| Maison du Temple du Saussay              | Ballancourt-sur-Essonne, le Grand Saussay | Ruines de la chapelle Saint-Blaise Fondée vers 1159 « fratres Templi villas de Sauceis » Procès: « capella domus Templi de Sancey Senonensis diocesis » « fratribus Guidone de Dordano, quondam preceptore, tunc dicte domus de Sanceyo (pro Sauceyo) diocesis Senonensis », | |

| Localisation géographique |
| --- |
| Commanderie autre possession \| Centre Auvernaux Balizy Le Boullay Chalou-la-Reine Corbeil Étampes Fromont Moulineux Nozay Orangis Ormoy Saussay \| |
| Centre Auvernaux Balizy Le Boullay Chalou-la-Reine Corbeil Étampes Fromont Moulineux Nozay Orangis Ormoy Saussay                                    |

- La maison de l'Hôpital de Chauffour-lès-Étréchy est une maison d'origine hospitalière (terres et seigneurie). Elle dépendait de la commanderie de Saint-Jean de Latran (Paris). Malgré sa rue dite « des Templiers » elle appartenait aux hospitaliers[22],[23]. Il ne faut pas la confondre avec la maison d'origine templière de Chauffour en Seine-et-Marne (Pécy)[24].

#### Possessions en Seine-et-Marne
: Édifice classé au titre des Monuments historiques.
| Commanderie ou Maison du Temple                | Ville actuelle (ou à proximité) | Observations | Protection        |
| ---------------------------------------------- | ------------------------------- | --- | ----------------- |
| Maison du Temple de Baudelu                    | Arbonne-la-Forêt                | Domus Templi de Bandeliis Senonensis diocesis (1307) |                   |
| Commanderie de Beauvais-en-Gâtinais            | Grez-sur-Loing                  | |                   |
| Commanderie de Bibartaut                       | Jouarre                         | créée vers 1228, par extension des terres et des revenus de la commanderie de Coulommiers |                   |
| Blomont (fief)                                 | Larchant                        | Fief disparu, il ne reste qu'un lieu-dit qui se trouve à l'ouest de Larchant en direction de Jacqueville. Dépendance de Beauvais-en-Gâtinais, que les Chevaliers du Temple acquirent au XIIIe siècle (avant 1265) |                   |
| Bonnevault, La Coudre et Trémainville (fiefs)  | Larchant                        | Trois fiefs très proches les uns des autres au sud de Larchant en direction de Chevrainvilliers, tous dépendances de Beauvais-en-Gâtinais acquis entre 1247 et la fin de ce siècle. Bonnevault (Bonneveau) existe encore, La Coudre n'est plus qu'un lieu-dit, Trémainville, une ruine.                                         |                   |
| Maison du Temple de Champbonnois(commanderie?) | Choisy-en-Brie                  | [ 30 ] |                   |
| Maison du Temple de Chauffour                  | Jouy-le-Châtel / Pécy           | « Le Chaufour », actuellement une carrière Templariis de Calido Furno juxta Joiacum castrum (1224) |                   |
| Champfleury (Grange dîmière)                   | Montceaux-lès-Provins           | Domo de campo Florito (procès) |                   |
| Commanderie de Chevru                          | Chevru                          | Domus Templi de Cheruto Senonensis diocesis (procès) Domus Templi de Cherruto Senonensis diocesis (procès) Domus Templi de Cheuruto Senonensis diocesis (procès) Domus Templi de Chevrutum in Bria juxta Coulommiers Senonensis diocesis (procès) Domo de Cheuruto diocesis Meldensis [sic] (procès) Cheurutum in Bria (procès) |                   |
| Commanderie de Choisy-le-Temple                | Charny                          | fratribus Templi qui in episcopatu meo apud Soisi manent (1168) Domus Templi de Soisiaco (1250) « Domus de Soysiaco » (1264) Domus Templi de Soysiaco Meldensis diocesis (procès) |                   |
| Cossigny (fief)                                | Chevry-Cossigny                 | Fief dépendant de la seigneurie de Santeny en Val-de-Marne acquis en 1290 |                   |
| Commanderie de Coulommiers                     | Coulommiers                     | , Fratribus Templi de domo Columbariensi (1220) Domus Templi de Colomeriis Meldensis diocesis (procès) | Classé MH ( 1994) |
| Commanderie de Coutran                         | Saint-Martin-des-Champs         | Dite aussi de La Ferté-Gaucher Fratres militie Templi de Cotram (1235) La maïson dou Temple seant dessus la Fertey Gauchier (1298) Domus Templi de Feritate Gaucherii Meldensis diocesis ; de Feritate Galcheri (procès) fondée vers 1195, elle devint l'une des plus puissantes commanderies de la Brie,                       | Inscrit MH (2011) |
| Maison du Temple de Crécy                      | Crécy-en-Brie                   | Domus Templi de Crecy (1185) |                   |
| Maison du Temple de Dormelles                  | Dormelles                       | Templariis apud Dormellas (1220) ; apud dômus Templi de Dormella (1266) Domus Templi de Dormellis, Senonensis diocesis (c.1300) |                   |
| Fargeville (seigneurie)                        | Garentreville                   | Dépendance de Beauvais-en-Gâtinais achetée avant 1265. |                   |
| Commanderie de Fourche                         | Le Vaudoué                      | Domus Templi de Furchis Senonensis diocesis (c.1281)/1307) Dépendance de la Commanderie de Beauvais-en-Gâtinais après la dévolution La chapelle Saint-Blaise de Fourche 48° 20′ 12″ N, 2° 31′ 01″ E |                   |
| Jacqueville (seigneurie)                       | Jacqueville                     | Dépendance de Beauvais-en-Gâtinais acquise en 1262. Jacqueville fut échangée avec la seigneurie de Maurepart du temps des Hospitaliers (XVe siècle) |                   |
| Maison du Temple de Lagny                      | Lagny-sur-Marne                 | Domus Templi de Lathiniaco super Maternam (1304, procès) Située près de l'église Saint-Furcy, elle dépendait de Choisy (1265) |                   |
| Commanderie de la Madeleine                    | Provins                         | Située entre la rue de Jouy, et la rue des Templiers, dans la ville Haute , |                   |
| La Grange (fief)                               | Montarlot / Ville-Saint-Jacques | Lieu-dit La Grange des Vaux |                   |
| La Gerville (seigneurie)                       | Lagerville                      | Don par Mathieu le Chambellan de ce qu'il possédait in villa et territorio de Lagervilla ; in parrochia de Lagierville (1288) dont une maison près de l'église Saint-Eutrope., |                   |
| La Sainte-Croix                                | Provins                         | Les premières donations faites aux templiers dans le voisinage de l'Église Sainte Croix datent de 1193, |                   |
| La Trace (grange)                              | Villeroy / Iverny               | Granchiâ Templi de la Trace (1210) Domus de la Trace juxta Soisiacum (1307) |                   |
| Le Cuchet (grange)                             | Montarlot                       | [ 61 ] |                   |
| Le Perray (fief ou simple grange)              | Beaumont-du-Gâtinais            | "Le Temple du Perray". Supposé compte tenu de sa dénomination à l'époque hospitalière |                   |
| Le Poncet (seigneurie)                         | Doue                            | « Le Taillis », rue du Poncet 48° 51′ 29″ N, 3° 10′ 02″ E Domum de Poncello appelée également Maison de Doué., |                   |
| Les Charbonnières (domaine)                    | Poligny                         | [Maison du Temple ou simple métairie?] Toponyme disparu qui pourrait correspondre au lieu-dit « La Commanderie » à l'ouest du bois de Molliserve qui leur appartenait. Proche de Bouchereau |                   |
| Le Val-de-Provins                              | Provins                         | Établissement connu jusqu'à la Révolution sous le nom de Chapelle de Notre Dame de la Roche et de l'Ermitage, |                   |
| Maincy (maison)                                | Maincy                          | Achetée en 1287 |                   |
| Maulny (biens)                                 | Melz-sur-Seine                  | [ 74 ] |                   |
| Maison du Temple de Nanteuil                   | Nanteuil-lès-Meaux              | Domus Templi de Nantholio (1285) |                   |
| Noisement (fief)                               | Saint-Cyr-sur-Morin             | [Noisement près de Vorpillière et non pas le hameau sur la commune de Champcueil] 48° 56′ 06″ N, 3° 11′ 05″ E |                   |
| Maison du Temple de Sablonnières               | Sablonnières                    | Dépendance de Saint-Martin des Champs N'a pas été dévolue aux hospitaliers car devenue possession de la famille de Guînes/Coucy |                   |
| Saint-Leu (seigneurie)                         | Cesson                          | Stagnum et molendina de Sancto Lupo (1164) ; Sanctum Lupum (1197) Dépendait de Savigny. Étang et Moulin donnés par l'abbé de Seine-Port en 1164 puis donation par Hugues de Chamilly de la seigneurie et de ses vassaux en 1197.                                                                                                |                   |
| Saint-Mesmes (divers biens)                    | Saint-Mesmes                    | [ 64 ] |                   |
| Commanderie de Savigny-le-Temple               | Savigny-le-Temple               | fondée en 1149 |                   |
| Ville-Saint-Jacques (fief)                     | Ville-Saint-Jacques             | Appartenait à la maison du Temple de Dormelles |                   |

| Localisation géographique |
| --- |
| Commanderie autre possession \| Bourgogne Centre-Val-de-Loire Champ -agne Champ -agne Picardie Baudelu Beauvais Bibartaut Blomont Bonnevault Chauffour Champbonnois Champfleury Chevru Choisy-le-Temple Cossigny Coulommiers Coutran Crécy Dormelles Fargeville Fourche Jacqueville Lagny La Coudre La Gerville La Grange La Trace Le Cuchet Le Perray Le Poncet Les Charbonnières Maincy Maulny Nanteuil Noisement Provins Sablonnières St-Leu Saint-Mesmes Savigny-le-Temple Trémainville Ville-St-Jacques \| |
| Bourgogne Centre-Val-de-Loire Champ -agne Champ -agne Picardie Baudelu Beauvais Bibartaut Blomont Bonnevault Chauffour Champbonnois Champfleury Chevru Choisy-le-Temple Cossigny Coulommiers Coutran Crécy Dormelles Fargeville Fourche Jacqueville Lagny La Coudre La Gerville La Grange La Trace Le Cuchet Le Perray Le Poncet Les Charbonnières Maincy Maulny Nanteuil Noisement Provins Sablonnières St-Leu Saint-Mesmes Savigny-le-Temple Trémainville Ville-St-Jacques                                    |

#### Possessions en Seine-Saint-Denis
| Commanderie                     | Ville actuelle (ou à proximité) | Observations                                                                           |
| ------------------------------- | ------------------------------- | -------------------------------------------------------------------------------------- |
| Maison du Temple de Clichy      | Clichy-sous-Bois                | Domus de Clichiaco (1270} capella domus Templi de Clichi Parisiensis diocesis (procès) |
| Gagny (seigneurie)              | Stains                          | Acquis en 1272. Fief qui dépendait des templiers de Clichy                             |
| Maison du Temple de Saint-Denis | Saint-Denis                     | de preceptore beati Dyonisii super abbatem beati Dyonisii (1295)                       |
| Stains (fief)                   | Stains                          | Acquis en 1239. Fief qui dépendait des templiers de Gonesse dans le Val-d'Oise.        |

| Localisation géographique                                                     |
| ----------------------------------------------------------------------------- |
| Commanderie autre possession \| Clichy Gagny St-Denis Stains Paris Gonesse \| |
| Clichy Gagny St-Denis Stains Paris Gonesse                                    |

#### Possessions en Val-de-Marne
Les templiers sont pour ainsi dire absents de ce petit département. Ce sont les hospitaliers qui s'y sont implantés bien avant la disparition des templiers (maison de l'Hôpital de Mesy près de Mesly, Créteil/Valenton).
| Commanderie    | Ville actuelle (ou à proximité) | Observations     |
| -------------- | ------------------------------- | ---------------- |
| Santeny (fief) | Santeny                         | Acquis en 1290,. |

| Localisation géographique                        |
| ------------------------------------------------ |
| Commanderie autre possession \| Paris Santeny \| |
| Paris Santeny                                    |

Quelques erreurs répandues:
- Présence des templiers à Choisy-le-Roi. Confusion avec Choisy-le-Temple, commune de Charny, Seine-et-Marne
- La ferme de l'Hôpital de Valenton est parfois mentionné comme ayant appartenu aux templiers[87] or les Hospitaliers de la maison de l'Hôpital de Mesly possédaient déjà un cens sur Valenton en 1229[88].

- La Maison du Temple de Villeneuve-le-Roi (Domum Templi de Nova villa Regis, 1254)[89] ne se trouvait pas à Villeneuve-le-Roi mais à Villeneuve-les-Sablons dans l'Oise (cf. Liste des commanderies templières en Picardie)

#### Possessions dans le Val-d'Oise
| Commanderie                 | Ville actuelle (ou à proximité) | Observations |
| --------------------------- | ------------------------------- | --- |
| Maison du Temple de Baillon | Asnières-sur-Oise               | domo de Bollinis (1290/91) La maison de Boolines (1291), |
| Maison du Temple de Bernes  | Bernes-sur-Oise                 | Fratribus militie Templi de Baernia (1250) La maison de Baernes (1291), |
| Cernay (domaine)            | Ermont                          | Domus militie Templi Sarneii (1284) Domus de Sarnay (c.1297) |
| Gonesse (domaine)           | Gonesse                         | Maison donnée en 1284 par Pétronille du Change |
| Jouy (fief)                 | Parmain (Jouy-le-Comte)         | La maison de Joy (1291), Les Hospitaliers avaient également une maison de l'Hôpital située près (apud) de Jouy dès le XIIe siècle alors que l'ancien fief templier de Jouy est également désigné sous le nom de Vignoru |
| Marly (domaine)             | Marly-la-Ville                  | Possession de la Commanderie de Puiseux |
| Commanderie de Messelan     | Frouville                       | Domus dictorum fratrum apud Messerant (1245)Domus Templi de Messelant (c.1290) Domo de Messelonc (1295) |
| Montmorency (domaine)       | Montmorency                     | , Créée à la suite de l'achat en 1257 d'une grande maison et de parcelles de vigne |
| Commanderie de Puiseux      | Puiseux-en-France               | Fondée en 1233 domo de Puteolis juxta Luparas ; Preceptor de Puteolis ; Guillelmus et Nicolaus de Putolis / Puteolis prope Luparam Parisiensis diocesis (procès),                                                       |
| Rubelles (domaine)          | Saint-Prix                      | Don de Gautier de Rubelles, frère du trésorier du Temple Jean de Tour (1272) |
| Sarcelles (biens)           | Sarcelles                       | Plusieurs maisons et le moulin du Haut-Louroi substus Sarcellas (1269) domus apud Cercelles (1262) |
| Saint-Lor (fief)            | Sannois                         | En juillet 1278, les templiers ont échangé les biens qu'ils possédaient à Béthemont et à l’Isle-Adam contre ce fief dit de Saint-Lor (en partie)                                                                        |
| Maison du Temple de Soisy   | Soisy-sous-Montmorency          | Domus Templi de Soisiaco juxta Taverniacum (1307) [Existence remise en cause par certains auteurs] |

| Localisation géographique |
| --- |
| Commanderie autre possession \| Picardie Baillon Bernes Cernay Gonesse Jouy Marly-la-Ville Messelan Montmorency Puiseux Rubelles Sarcelles Saint-Lor Soisy \| |
| Picardie Baillon Bernes Cernay Gonesse Jouy Marly-la-Ville Messelan Montmorency Puiseux Rubelles Sarcelles Saint-Lor Soisy                                    |

#### Possessions dans les Yvelines
| Commanderie                 | Ville actuelle (ou à proximité) | Observations | Protection        |
| --------------------------- | ------------------------------- | --- | ----------------- |
| Feucherolles (fief)         | Feucherolles                    | Donation en 1222 puis en 1246 Hospes Templi de Feucherolles (1260) |                   |
| La Brosse (domaine)         | Breuil-Bois-Robert              | Dépendance de la commanderie de la Villedieu-lès-Maurepas |                   |
| Commanderie de Maurepas     | Élancourt                       | Dite aussi de Villedieu-lès-Maurepas ou encore Villedieu-lès-Trappes. Fondée entre 1150 et 1180 ...de preceptore / per preceptorem Mali Repastus ; de domo Mali Repastus super preceptorem Parisiensem (1295) De preceptore Mali repastus super preceptorem Parisiensem (1296) Procès: Domus Templi de Malo repastu ; domo de Malo Repastu juxta Trapas ; domus de Villa Dei juxta Malum Repastum, diocesis Carnotensis ; preceptor domus Ville Dei juxta Strapis, aliter vocata de Malo Repastu, Carnotensis diocesis | Inscrit MH (1926) |
| Baillie du Temple de Meulan | Meulan-en-Yvelines              | [Ne pas confondre avec Merlan dans les Ardennes] Templarii sunt justiciare hospites suos de Monemer apud Feucherolles et alibi, per totam castellaniam Mellenti (1260) de preceptore Mellenti (1295 et 1296) Baillivie de Meuleno (procès) |                   |
| Commanderie de Prunay       | Prunay-le-Temple                | [Commanderie et baillie du Temple] De preceptore Prunay (1296) Ballivia de Prunay, per fratrem Symonem de Quinci preceptorem dicte ballivie Domo de Prunaio diocesis Carnotensis Domo de Prunayo juxta Meduntam Domus de Pruneyo Ebroicensis diocesis (procès) La maison du Temple de Chanu (Eure) faisait partie de cette baillie |                   |

| Localisation géographique                                                                                      |
| --- |
| Commanderie autre possession \| Centre-Val de Loire Normandie Feucherolles La Brosse Meulan Prunay Maurepas \| |
| Centre-Val de Loire Normandie Feucherolles La Brosse Meulan Prunay Maurepas                                    |

- Les Templiers ne possédaient pas de maison à Conflans-Sainte-Honorine, simplement un droit de passage et d'accès au port